# Viktor Persson

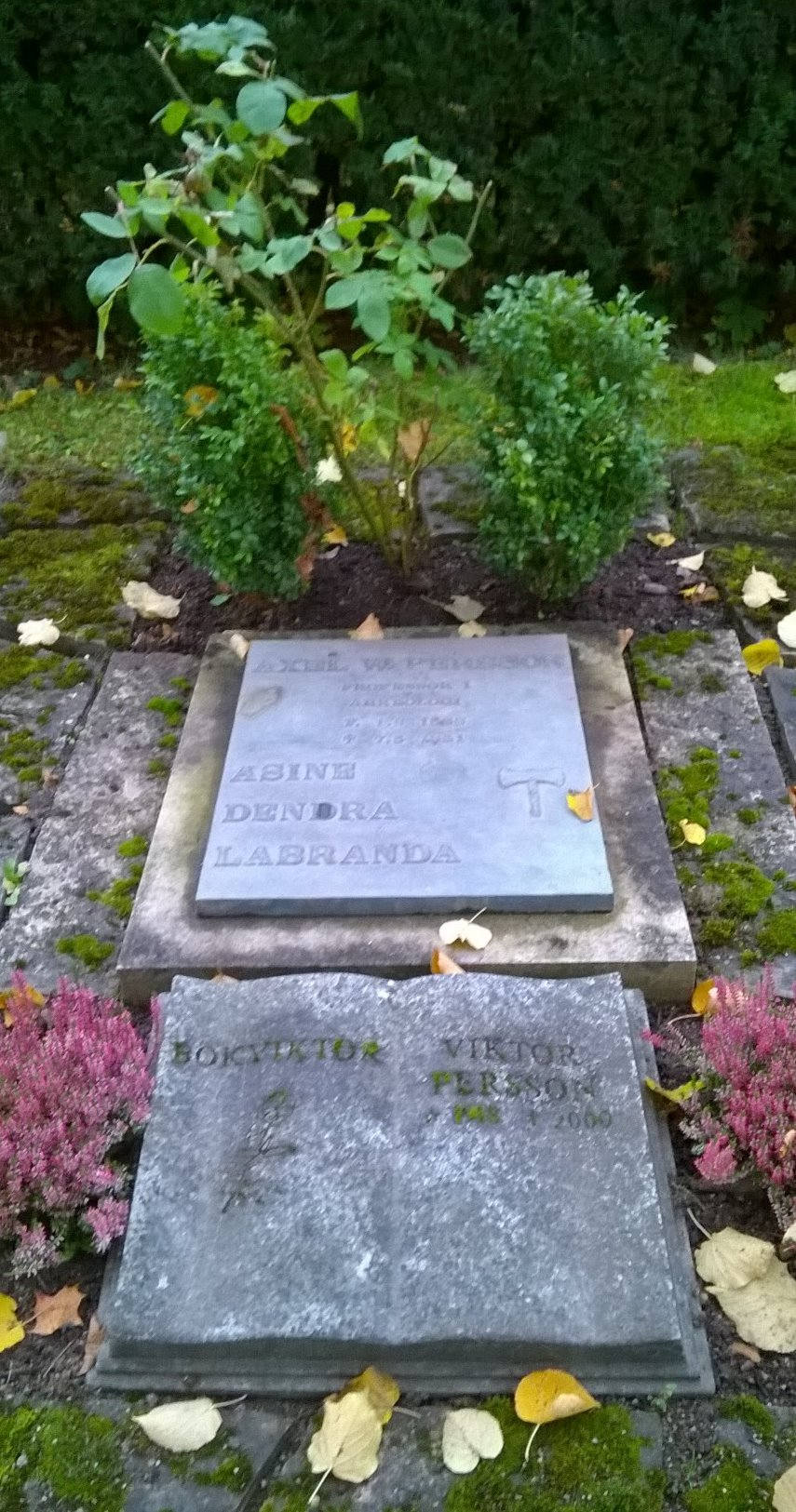
Bok-Viktors gravsten i bokform på Uppsala gamla kyrkogård.

Viktor Persson, allmänt kallad Bok-Viktor, född 20 augusti 1918 i Lund, död 13 mars 2000 i Uppsala,  var en känd antikvariatsbokhandlare och välkänt uppsalaoriginal. Han var son till docenten i grekiska språket och litteraturen vid Lunds universitet, Axel W. Persson, som 1924 blev professor i klassisk fornkunskap och antikens historia vid Uppsala universitet.

## Biografi
Viktor Persson kom med sin familj till Uppsala år 1924, praktiserade några år efter andra världskriget hos Thulins bokhandel i Stockholm, och blev sedan antikvariatsbokhandlare i Uppsala. 
Han etablerade Antikvariat Bokfenix i början av 1950-talet på Drottninggatan 3 i Uppsala, nedanför Carolina Rediviva, och många generationer uppsalastudenter lärde känna honom. I maj 1980 inträffade en brand på Drottninggatan i Uppsala, varvid hälften av antikvariatets bokbestånd förstördes av vattenskador. 
Antikvariat Bokfenix återuppstod sedan vid hörnet Kungsängsgatan/Kålsängsgränd, en tid senare vid Klostergatan, och slutligen vid hörnet Skolgatan/Rundelsgränd. 

### Bokförlaget Bokfenix
På sitt eget bokförlag Bokfenix utgav han ett flertal böcker av humoristisk och kuriös typ, bland annat barnklassikern Max och Moritz av Wilhelm Busch från 1858, Tolv gyllne reglor för cigarr-rökare från 1841, Den lilla odygdsmakaren från 1863, Bengt Hööks En liten handbok i Kookekonsten från 1695 och Svenska invektiv från 1963.
Hans grav finns i faderns familjegrav på Uppsala gamla kyrkogård.

## Övrigt
"Bok-Viktor" har letat sig in i Torgny Lindgrens roman Dorés bibel (2005), där branden och städningen av antikvariatet 1980 skildras i slutet av romanen.
Enligt personer som kände honom skall han ha varit den som myntade begreppet "Åsa-Nisse-marxism".